# Balgenau
Balgenau ist eine Wüstung auf der Gemarkung von Geislingen im Zollernalbkreis in Baden-Württemberg.

## Geographie
Balgenau lag in der nördlichen Gemarkung von Binsdorf.

## Geschichte
Der abgegangene Ortsteil ist seit 1372 als Flurname bekannt.